# Abba-Zaba
Abba-Zaba est le nom d'une confiserie se présentant comme une barre de tire enrobant un centre au beurre de cacahouètes, dont la confection est faite à Hayward, en Californie, par la société Annabelle Candy Company. Chaque barre pèse 57 g et contient 250 calories.
Selon le Candy Wrapper Museum (musée de l'emballage du bonbon), les premières barres Abba-Zaba sont fabriquées à compter de 1922 par Colby et McDermott et l'emballage représentait des Africains avec sagaies et vêtements en raphia, dans des images teintées de racisme. La production est reprise par la suite par la Cardinet Candy Company, qui remplace ces images par le design moderne. Annabelle Candy Company achète Cardinet en 1978. Elle reprend la fabrication des Abba-Zaba ainsi que d'autres barres, comme la U-No.
Les barres Abba-Zaba se trouvent presque exclusivement à l'ouest des Rocheuses. L'emballage utilise un damier jaune et noir de type « taxi ». Les sucreries peuvent être achetées en vrac sur le web. Elles peuvent également être trouvées dans des magasins spécialisés aux États-Unis et au Canada[réf. nécessaire].
Vers 2007, Annabelle Candy commence à produire une nouvelle Abba-Zaba dont la tire est aromatisée à la pomme. Une nouvelle barre contenant du chocolat plutôt que du beurre de cacahouètes a également vu le jour. Les barres Abba-Zaba sont cachères.

## Dans la culture populaire

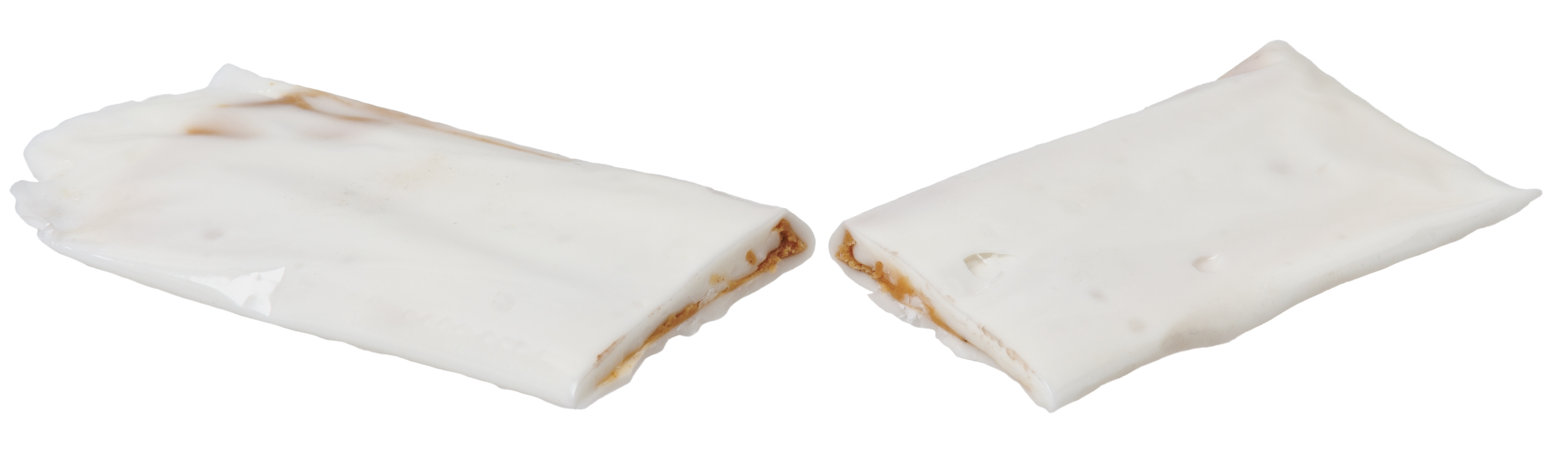
Une barre Abba-Zaba coupée en deux. On voit le beurre de cacahuètes, à l'intérieur, enrobé de tire blanche.

C'est la collation préférée de Don Van Vliet dans sa jeunesse, tant et si bien qu'elle a prêté son nom à une chanson qui figure sur son album de 1967 Safe as Milk. En fait, l'album complet était destiné à s'appeler Abba Zaba (sans le trait d'union), mais la société de confiserie n'a pas permis l'utilisation de leur marque déposée. L'œuvre d'art sur le verso de la pochette de l'album présente encore un motif en damier noir et jaune rappelant la sucrerie.
En 2015, la petite-fille de John Wayne révèle que l'icône du cinéma adorait la confiserie.
Les barres Abba Zaba ont également été mentionnées sur l'album vinyle comique intitulé A Child's Garden Of Grass au début des années 1970. L'album a comme thème la marijuana.
La confiserie est également mentionnée dans la chanson de 1999 Chocolate Jesus par Tom Waits. Le musicien y dit préférer son Jésus en chocolat (chocolate Jesus) à une barre Abba-Zaba.
Les barres figurent clairement dans la comédie de 1998 Half Baked. Certains considèrent que c'est leur apparition la plus notoire dans la culture populaire.
Dans l'épisode de Boardwalk Empire intitulé Erlkönig, qui se déroule en 1924, Gillian offre à son petit-fils Tommy une barre Abba-Zaba. 
Dans l'épisode de American Dad! intitulé La petite maison des horreurs de Langley Falls, Toshi ramasse une barre Abba-Zaba avec son sabre de samouraï et en prend une bouchée.
En 2009, dans l'épisode de Mon oncle Charlie intitulé Je vous préviens, c'est cochon, Evelyn propose une Abba-Zaba à sa cliente Marty Pepper. 
Fenix TX a inclus une chanson intitulée Abba Zabba (avec deux b et sans trait d'union) sur leur second album Lechuza, paru en 2001.
Dans la série Salute Your Shorts, l'épisode Telly and the Tennis Match voit Telly essayer d'acheter une nouvelle raquette de tennis avec son compte du magasin de la colonie de vacances, mais réalise qu'elle n'a pas assez d'argent parce qu'elle a tout dépensé en barres Abba-Zaba au cours de l'été. Ug lui suggère de se joindre à « Abba-Zaba anonymes », un calembours sur Alcooliques anonymes.
En 2005, dans un épisode de la cinquième saison de Gilmore Girls, intitulé But I'm A Gilmore, Kirk attribue sa gueule de bois aux Abba-Zaba.